# Józef Godlewski (senator)
Józef Marian Godlewski (ur. 1890 w Czernicy (powiat rówieński), zm. 4 czerwca 1968 w Londynie) – polski ziemianin, działacz społeczny, senator w II Rzeczypospolitej, polityk emigracyjny.

## Życiorys

### Dzieciństwo i młodość
Urodził się w ziemiańskiej rodzinie Godlewskich h. Gozdawa, osiadłej w XVIII w. na Litwie Kowieńskiej. Ojciec Józefa, Kazimierz Godlewski, był na przełomie XIX i XX w. właścicielem majątku Józefowo, w pow. mariampolskim.
Uczył się w rządowych gimnazjach w Mariampolu i Kownie (do 1905), Kowieńskiej Społecznej Szkole Handlowej, oraz Studium Rolniczym przy Uniwersytecie Jagiellońskim w Krakowie, które ukończył w 1914 r.
W czasie I wojny światowej służył w armii rosyjskiej. W czerwcu 1917 współorganizował Zjazd Wojskowych Polaków w Piotrogrodzie. Był jednym z organizatorów polskich formacji wojskowych w Rosji.

### W II Rzeczypospolitej
Od 1918 służył w Wojsku Polskim, jako adiutant ministra spraw wojskowych oraz oficer do zleceń. W czasie wojny polsko-bolszewickiej służył w Oddziale II Sztabu Generalnego WP, na odcinku ukraińskim oraz białoruskim. W 1921 przeniesiony do rezerwy w stopniu kapitana.
Od 1921 prowadził majątek Gajówki na Pomorzu, zaś od 1924 – wniesiony przez żonę majątek Synkowicze II w powiecie słonimskim. Pełnił szereg funkcji społecznych, był m.in.: prezesem oddziału powiatowego Kresowego Związku Ziemian w Słonimiu, członkiem Zarządu Głównego Kresowego Związku Ziemian, prezesem oddziału powiatowego Towarzystwa Rolniczego w Słonimiu, prezesem Rady Nadzorczej Komunalnych Kas Oszczędności, członkiem zarządu Zrzeszenia Producentów Spirytusu Kresów Wschodnich, członkiem Rady Państwowego Zakładu Ubezpieczeń Wzajemnych.
Angażował się w działalność samorządową, był m.in.: członkiem Wojewódzkiej Rady Samorządowej w Nowogródku oraz zasiadał w Sejmiku Powiatowym w Słonimiu.
Politycznie angażował się po stronie obozu Józefa Piłsudskiego. Od 1937 był prezesem obwodu Obozu Zjednoczenia Narodowego i członkiem Rady Wojewódzkiej OZN w Nowogródku.
W 1938 został senatorem V kadencji (1938–1939) z wojewódzkiego nowogródzkiego. Zasiadał w komisjach: administracyjno-samorządowej, gospodarczej, komunikacyjnej (okresowo) i rolnej.

### Wojna i emigracja
Po wybuchu II wojny światowej, we wrześniu 1939 opuścił Polskę, a następnie - przez Rygę, Sztokholm i Brukselę - dotarł do Francji. W stopniu kpt. saperów służył w Polskich Siłach Zbrojnych na Zachodzie. Od 1940 stacjonował w Szkocji.
Był jednym z inicjatorów powołania organizacji kresowej na uchodźstwie. 31 października 1942, na Zjeździe Wilnian w Edynburgu, został wybrany prezesem Zarządu Głównego Związku Ziem Północno-Wschodnich RP (funkcję tę pełnił do roku 1949) Był przeciwnikiem polityki wschodniej gabinetów Władysława Sikorskiego oraz Stanisława Mikołajczyka.
Po 1945 pozostał na emigracji, angażując się w życie społeczne, polityczne i kulturalne polskiego uchodźstwa w Wielkiej Brytanii. W latach 1946–1949 był wydawcą tygodnika „Lwów i Wilno” (redagowanego przez Stanisława Mackiewicza). Był jednym z założycieli Związku Rolników Polskich w Wielkiej Brytanii. Udzielał się w ruchu federalnym, zainicjowanym przez emigracje krajów Europy Środkowo-Wschodniej.
W 1954 r., w okresie kryzysu konstytucyjnego emigracyjnego ośrodka legalistycznego, poparł obóz prezydenta Augusta Zaleskiego. W latach 1954–1963 zasiadał w proprezydenckiej Radzie Rzeczypospolitej (I i II kadencji), sprawując godność wiceprezesa Rady (1958–1963). W Radzie współtworzył Klub Ziem Wschodnich. 22 czerwca 1959, 22 czerwca 1962 był powoływany przez Prezydenta RP na Uchodźstwie Augusta Zaleskiego na członka Głównej Komisji Skarbu Narodowego Rzeczypospolitej Polskiej. Nadal był członkiem GKSN w latach 1963–1967.
W 1955 był jednym z założycieli Związku Ziem Wschodnich RP, powstałego w wyniku rozłamu w Związku Ziem Północno-Wschodnich RP. W latach 1966–1968 sprawował funkcję prezesa Rady Naczelnej Związku Ziem Wschodnich RP. Pisywał pamiętniki.
3 maja 1968 został odznaczony przez Prezydenta RP na uchodźstwie Augusta Zaleskiego Krzyżem Komandorskim Orderu Odrodzenia Polski "za zasługi położone dla Rzeczypospolitej Polskiej w ofiarnej pracy nad odzyskaniem Ziem Wschodnich".

Wieloletni współpracownik Godlewskiego, Kazimierz Okulicz, wspominał go w następujący sposób:

Kiedy w jesieni 1939 żegnał się z nowoczesnym, kwitnącym warsztatem swej wytężonej pracy, nie miał pewności, czy do niego wróci. Ale nie poddawał się psychicznie kolejnym wieściom hiobowym. Na ostatnim przystanku życia w Londynie bywał na wozie i pod wozem, ale pracą w zgoła innej profesji, nauczaniem obcych języków w szkołach angielskich - zdobył sobie niezależny byt i warunki do spisania wspomnień. Z urody i manier był do końca życia modelem do "pańskiego" kontusza.

Autor Na przełomie epok (Londyn, 1978).
Został pochowany na Cmentarzu North Sheen w Londynie.

## Ordery i odznaczenia
- Krzyż Komandorski Orderu Odrodzenia Polski (3 maja 1968)[11]
- Krzyż Niepodległości (3 maja 1932)[12]
- Krzyż Walecznych[3]
- Złoty Krzyż Zasługi[3]
- Srebrny Krzyż Zasługi[3]

## Życie prywatne
Był synem Kazimierza Kamila Józefa h. Gozdawa (1854–1930) i Marii Izabeli Jadwigi bar. Mohrenheim (1861–1920). Miał braci: Edwarda, Stefana, Ludwika i Stanisława oraz siostry: Halinę (zmarła w dzieciństwie), Marię, zamężną Dobulewicz i Aleksandrę 1.voto Boniecką 2. voto Mialnikow.
20 lipca 1920 ożenił się z Fabianą Marią El hr. Hutten-Czapską (1895–1974), z którą miał syna Karola Marię (1921–2008) oraz córki Krystynę (1924–1930) i Izabellę  (1931–2018).